# Parelloop 1999
De Parelloop 1999 vond plaats op zondag 11 april 1999 in het Limburgse Brunssum. Het was de elfde editie van dit evenement. Deze editie werd gesponsord door Liptonice.
De wedstrijd bij de mannen werd gewonnen door de Keniaan Paul Koech in 27.44. Hij had hiermee slechts een seconde voorsprong op zijn landgenoot Tom Nyariki. Bij de vrouwen streek de Keniaanse Tegla Loroupe met de hoogste eer. Zij won de wedstrijd in 31.55. De snelste Nederlandse was Wilma van Onna met 33.03 en een vierde plaats. Dit evenement was tevens het toneel van het officieus Nederlandse kampioenschap over 10 km.

## Wedstrijd
Mannen
| rang   | naam                 | land | tijd  |
| ------ | -------------------- | ---- | ----- |
| Goud   | Paul Koech           | KEN  | 27.44 |
| Zilver | Tom Nyariki          | KEN  | 27.45 |
| Brons  | Evans Rutto          | KEN  | 28.36 |
| 4      | Greg van Hest        | NED  | 29.00 |
| 5      | Marco Gielen         | NED  | 29.03 |
| 6      | Remco Kortenoeven    | NED  | 29.46 |
| 7      | Peter van der Velden | NED  | 29.50 |
| 8      | Marcel Versteeg      | NED  | 30.02 |
| 9      | Martin Block         | GER  | 30.06 |
| 10     | Fransua Woldemariam  | NED  | 30.07 |

Vrouwen
| rang   | naam              | land | tijd  |
| ------ | ----------------- | ---- | ----- |
| Goud   | Tegla Loroupe     | KEN  | 31.55 |
| Zilver | Susan Chepkemei   | KEN  | 32.03 |
| Brons  | Magdaline Chemjor | KEN  | 32.47 |
| 4      | Wilma van Onna    | NED  | 33.03 |
| 5      | Martha Komu       | KEN  | 34.16 |
| 6      | Sandra Hofmans    | NED  | 34.19 |
| 7      | Silvia Kruijer    | NED  | 34.49 |
| 8      | Inge van Bergen   | NED  | 35.06 |
| 9      | Miranda Boonstra  | NED  | 36.10 |
| 10     | Suzanne Wiertsema | NED  | 37.55 |

1989 ·
1990 ·
1991 ·
1992 ·
1993 ·
1994 ·
1995 ·
1996 ·
1997 ·
1998 ·
1999 ·
2000 ·
2001 ·
2002 ·
2003 ·
2004 ·
2005 ·
2006 ·
2007 ·
2008 ·
2009 ·
2010 ·
2011 ·
2012 ·
2013 ·
2014 ·
2015 ·
2016 ·
2017 ·
2018 ·
2019 ·
2020 (afgelast) ·
2021 (afgelast) ·
2022 ·
2023 ·
2024
1999 ·
2005 ·
2006 ·
2007 ·
2008 ·
2009 ·
2010 ·
2011 ·
2012 ·
2013 ·
2014 ·
2015 ·
2016 ·
2017 ·
2018 ·
2019 ·
2021 ·
2022 ·
2023